# حسين المصري (سياسي سوري)
حسين المصري سياسي سوري شغل منصب وزير الاتصالات وتقانة المعلومات في حكومة محمد البشير من 12 كانون الأول 2024 بعد سقوط نظام الأسد إلى 29 آذار 2025.

## الملاحظات
1. ↑  تذكر المصادر حسين المصري على أنه وزير الاتصالات في حكومة تسيير الأعمال، دون بيان دقيق لتاريخ تسلُّمه المنصب.